# Dybsø
Dybsø er en 1,34 km2 ubeboet barriereø beliggende yderst i Dybsø Fjord. Øen er en af øerne langs den Sydsjællandske dobbeltkyst, og er beliggende nord for halvøen Svinø ved kysten mellem Vordingborg og Næstved. Øen, der fra 1976 er ejet af staten, er en del af Dybsø Fjord vildtreservat og afspærrer fjorden fra Karrebæksminde Bugt. Der er kun ét hus på øen: Dybsøhuset, som øens første opsynsmand, Peter Christensen, selv byggede i 1880'erne. Fra den 1. april til 15. juli er al færdsel forbudt på den nordøstlige del af Dybsø. 
Den lave ø er fra nord til syd ca. 3 km lang og ca. 1 km på sit bredeste Sted. Højest er den ved enderne mod Enø og Svinø Land, hvor den falder mod stranden med 6 meter høje lerklinter. Medens den midterste del har flere små ferskvandssøer har den nordlige del flade strandenge. Dybsø er en karakteristisk fed-lokalitet, den har et sammenhængende græsområde, hvor der ikke sker omlægning. Disse græsarealer afgræsses af kreaturer og får.  Øen er beliggende i Natura 2000-område nr. 169 Havet og kysten mellem Karrebæk Fjord og Knudshoved Odde og er både fuglebeskyttelsesområde, EU-habitatområde og ramsarområde.  Øen er består af en moræneknold, mens havet har lagt materiale i forlængelse af knolden. Dybsøs store, østlige flade er en sådan naturlig tilvækst.
Dybsø og Enø ligger som en barriere, eller dobbeltkyst, foran den ca. 17 km² store Dybsø Fjord. De lavvandede sandbanker giver området international betydning som spisekammer for store flokke af ande- og vadefugle. Reservatordningen indebærer, at der er begrænsninger på jagt, og at færdsel er forbudt på dele af Enø Overdrev og på den nordøstlige del af Dybsø fra april til midt i juli. 
1976 købte staten øen, og fredningssagen blev derfor sat i gang igen. I 1978 blev øen fredet, og fredningen fastlagde blandt andet, at Dybsø skal bevares som græsningsoverdrev og ikke må opdyrkes. Desuden blev det stadfæstet, at offentligheden skal have adgang til Dybsø efter naturbeskyttelseslovens bestemmelser, men øen besejles ikke regelmæssigt.
Sundet mellem Svinø og Dybsø kaldes Dybsø Havn eller Strømmen. På det smalleste sted er Strømmen kun 50 meter bred, men ca. 7 meter dyb. Når tidevandet passerer til eller fra Dybsø Fjord opstår en rivende strøm. På Sjællandssien ligger der joller og en flåde, som opsynsmanden på Dybsø bruger til transport af dyr. Der er kun et hus på øen: Dybsøhuset, som øens første opsynsmand, Peter Christensen, opførte i 1880'erne. 
Øen består overvejende af strandenge og rørsumpe, hvor der er rigt fugleliv med forekomster af vandfugle som ænder, gæs, svaner og blishøns. De udgør en vigtig føde for rovfugle som havørn og vandrefalk. På de afgræssede strandenge yngler vadefugle som rødben, strandskade, klyde og vibe. Øen har ynglekolonier af terner og måger, som er sårbare over for forstyrrelser.

## Historie
Øen nævnes første gang i Kong Valdemars Jordebog som „Dyupsø", men efter at have været i Kronens Eje, kom den i begyndelsen af det 17. århundrede under Gavnø gods. Dybsø har været beboet siden middelalderen og ligger i Vejlø Sogn. På den nordlige del lå der omkring 1700 to gårde og den overvejende del af øen var opdyrket. Der er spor af tidligere dyrkede marker på den sydøstlige del af øen. Efter nedlæggelsen af gårdene lå øen hen som overdrev, afgræsset af kvæg, får og heste.
Omkring 1920 besøgte Achton Friis øen, hvor han besøgte øens 5 indbyggere familien Peter Christensen. (se hans beretning i det eksterne link www.dedanskesland.dk)
Indtil til midten af 1960erne fik skolebørnene fra Svinø, Kostræde og Køng en ekstra fridag, for at se når kvæget trukket af en robåd blev sejlet over sundet Strømmen til Dybsø.
Øen tilhørte Gavnø gods indtil 1976 hvor arvingerne i forbindelse med boopgørelsen efter baron Axel Reedtz Thott valgte at sælge Dybsø til staten.
Den 24-03 2018 blev 10 køer af racen galloway fundet døde på Dybsø. Ifølge Naturstyrelsen var der på dette tidspunkt omkring 30 køer på den ubeboede ø i Karrebæksminde Bugt.